# 186
L'any 186 (CLXXXVI) va ser un any comú començat en dissabte del calendari julià. Es va conèixer com l'Any del Consolat d'Aureli i Glabri (o, amb menys freqüència, l'any 939 Ab urbe condita). La denominació 186 per a aquest any s'ha utilitzat des del període medieval alt, quan l'era del calendari Anno Domini es va convertir en el mètode prevalent a Europa per nomenar els anys.

## Imperi Romà
- Els camperols de la Gàl·lia protagonitzen un aixecament en contra dels impostos sota Maternus.
- El governador romà Pèrtinax escapa d'un intent d'assassinat per part d'usurpadors britànics.

## Naixements
- 4 d'abril, Lugdúnum, Gàl·lia: Caracal·la, emperador romà del 211 fins al 217.
- Alexandria: Orígenes, un dels pares de l'Església cristiana.
- Liu Ba: ministre servint sota el senyor de la guerra Liu Zhang.

## Necrològiques
- Perennis: prefecte pretorià romà assassinat junt amb la seva dona i fills pels seus soldats.
- 21 d'abril – Apol·loni l'Apologeta, màrtir cristià
- Bian Zhang, oficial i general xinès (n. 133)[1]
- Paccia Marciana, noble romana (data aproximada)[2]
- Sohaemus, client romà rei d'Armènia